# Схід – Захід (газопровід у Індії)
Схід – Захід – газопровід, що з’єднав родовища східного узбережжя Індії (басейн Крішна-Годаварі) із центрами споживання на протилежному узбережжі у штатах Махараштра і Гуджарат.
Певний час родовища басейну Мумбаї біля західного узбережжя Індії були основними виробниками прородного газу в країні. Окрім розвитку газорозподільчих систем у прибережних штатах Махараштра та Гуджарат, з узбережжя Камбейської затоки в кінці 1980-х років спорудили потужну газопровідну систему Хазіра – Віджайпур, що забезпечувала блакитним паливом ряд штатів на півночі Індії. Із поступовим вичерпанням запасів введених в розробку родовищ виникла необхідність пошуку нових джерел ресурсу, необхідного для роботи зазначених газотранспортних об’єктів. Гарним кандидатом на цю роль був басейн Крішна-Годаварі, розташований біля східного узбережжя країни і у 2008 році для подачі видобутого тут блакитного палива компанія Reliance Group ввела в експлуатацію газопровід Схід – Захід.
Трубопровід починається на береговій установці підготовки Гадімога, куди під'єднані газопровідна система блоку KG-D6 та розташована поруч берегова установка підготовки Маллаварам, що обслуговує родовище Дін-Дайал Захід.   
Траса спершу прямує у широтному напрямку, а в районі Мумбаї (штат Махараштра) завертає на північ у напрямку штату Гуджарат та у підсумку завершується невдовзі після переходу через нижню течію річки Нармада. Довжина основної частини газопроводу становить 1375 км при діаметрі 1200 мм. Крім того, спорудили ще 84 км відгалужень менших діаметрів. Система має робочий тиск у 9,8 Мпа, що дозволяє забезпечити пропускну здатність 120 млн.м3 на добу. Транспортування газу забезпечують 10 компресорних станцій.  
Вже на завершальному етапі маршруту в районі Мора система Схід – Захід може отримувати значні обсяги природного газу від терміналу для імпорту ЗПГ у Хазірі.   
Точками видачі ресурсу є:  
– турбопровід Кунчанапаллі – Рамагундам;  
– ТЕС Кондапаллі у штаті Андхра-Прадеш;  
– Мхаскал у околицях Мумбаї, де створене сполучення із газопроводом Дахедж – Дабхол. В середині 2020-х у Мхаскал також виникне можливість передачі ресурсу до газопроводу Мумбаї – Нагпур – Дхарсугуда, що прямує на північний схід до штатів Одіша та Мадг’я-Прадеш;  
– Атакпарді, в районеі якого проходить трубопровід Мора – Вапі;  
– Хазіра (тут працює нафтохімічний майданчик Reliance Group);  
– Бхедбут, де можливе сполучення з газопроводами Бхедбут – Дахедж (в Дахеджі розташований ще один нафтохімічний майданчик Reliance Group) та Бхедбут – Ананд (надає можливість для передачі ресурсу на півострів Катхіавар, де знаходиться належний Reliance Group найбільший у світі нафтопереробний комплекс у Джамнагарі);  
– Анкот, де можливе сполучення із газотранспортним коридором Хазіра/Дахедж – Віджайпур, що прямує у північні штати.